# Seljord
Seljord este o comună din provincia Telemark, Norvegia.
Se află cu cel mai înalt punct în Brattefjell[*], la 1.540,1 m. Are o suprafață de 715,09 km². Populația este de 2.939 locuitori, determinată în 1 ianuarie 2023, prin Folkeregisteret[*].